# Yōga

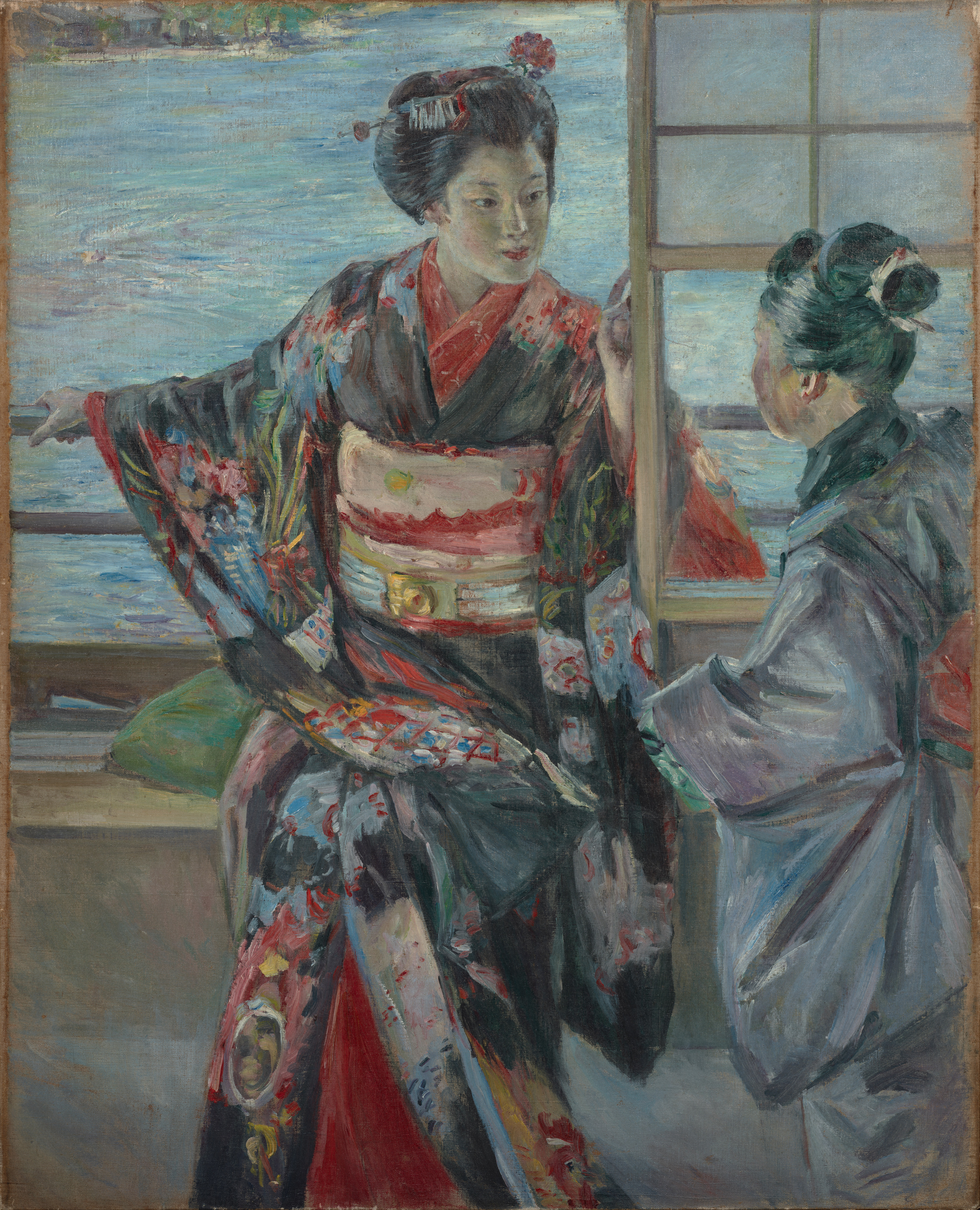
Maiko (舞妓), por Kuroda Seiki (1893).

Yōga (洋画 Yōga?) o, literalmente, "estilo de pinturas occidental" es el estilo de las pinturas de artistas japoneses, hechos de acuerdo con las convenciones tradicionales occidentales (europeas), técnicas y materiales. El término fue acuñado en el Período Meiji, para distinguir obras de pinturas indígenas tradicionales japonesas, o Nihonga (日本 画 nihonga?).

## Materiales
El Yōga en su sentido más amplio abarca la pintura al óleo, acuarelas, pasteles, dibujos de tinta, la litografía, el grabado y otras técnicas desarrolladas en la cultura occidental. Sin embargo, en un sentido más limitado, el Yōga se utiliza a veces para referirse específicamente a la pintura al óleo.

## Historia
Pintura europea, fue introducida en Japón durante el último período Muromachi junto con los misioneros cristianos. Los primeros trabajos religiosos por artistas japoneses, eran imitaciones de las obras traídas por los misioneros que pueden ser consideradas como unas de las primeras formas de Yōga. Sin embargo, la política de aislamiento nacional presentado por el shogunato Tokugawa en el Período Edo puso fin a la influencia del arte occidental en la pintura japonesa, con excepción del uso de la perspectiva, que fue descubierta por los artistas japoneses en bosquejos que se encuentran en textos europeos médicos y científicos importados de Países Bajos a través de Nagasaki.
En 1855, el Shogunato Tokugawa estableció el Shirabesho Bansho, un instituto de traducción y de investigación para los estudios occidentales, incluyendo una sección para investigar el arte occidental. Esta sección fue encabezada por Kawakami Togai, cuyo asistente Takahashi Yuichi era un estudiante del artista inglés Charles Wirgman. Takahashi es considerado por muchos como el primer pintor verdadero de Yōga.
En 1876, el Kobu Bijutsu Gakko (Escuela de Arte Técnica) fue establecida por el gobierno Meiji como la primera escuela de arte de Japón dedicada al Yōga. Asesores extranjeros, como el artista italiano Antonio Fontanesi, fueron contratados por el gobierno para enseñar a los artistas japoneses, como Asai Chu en las últimas técnicas occidentales.
En la década de 1880, la reacción general contra la occidentalización y el crecimiento de la popularidad y la fuerza del movimiento Nihonga causó la caída temporal del Yōga. La Kobu Bijutsu Gakko se vio obligada a cerrar en 1883, y cuando el Tokyo Bijutsu Gakko (el precursor de la Universidad Nacional de Tokio de Bellas Artes y Música) fue establecido en 1887, sólo se enseñaba asignaturas Nihonga.
Sin embargo, en 1889, el Bijutsukai Meiji (Sociedad de Las Bellas Artes de Meiji) fue creada por artistas Yōga, y en 1893, el regreso de Kuroda Seiki de sus estudios en Europa dio un nuevo impulso al género de Yōga. A partir de 1896, un departamento de Yōga esta en el plan de estudios de la Gakko Bijutsu Tokio, y desde ese punto en adelante, el Yōga ha sido una parte aceptada de la pintura japonesa.
Desde entonces, el Yōga y el Nihonga han sido las dos principales divisiones de la pintura japonesa moderna. En esta división se refleja la educación, el montaje de exposiciones, así como la identificación de los artistas. Sin embargo, en muchos casos, los artistas realistas del Nihonga también adoptaron las técnicas de pintura occidentales, tales como la perspectiva y el sombreado. Debido a esta tendencia a sintetizar, aunque el Nihonga forma una categoría aparte dentro de las exposiciones anuales de Nitten japoneses, en los últimos años, se ha vuelto cada vez más difícil establecer una clara separación en cualquiera de las técnicas o materiales entre el Nihonga y el Yōga.